# Ян Креховецький

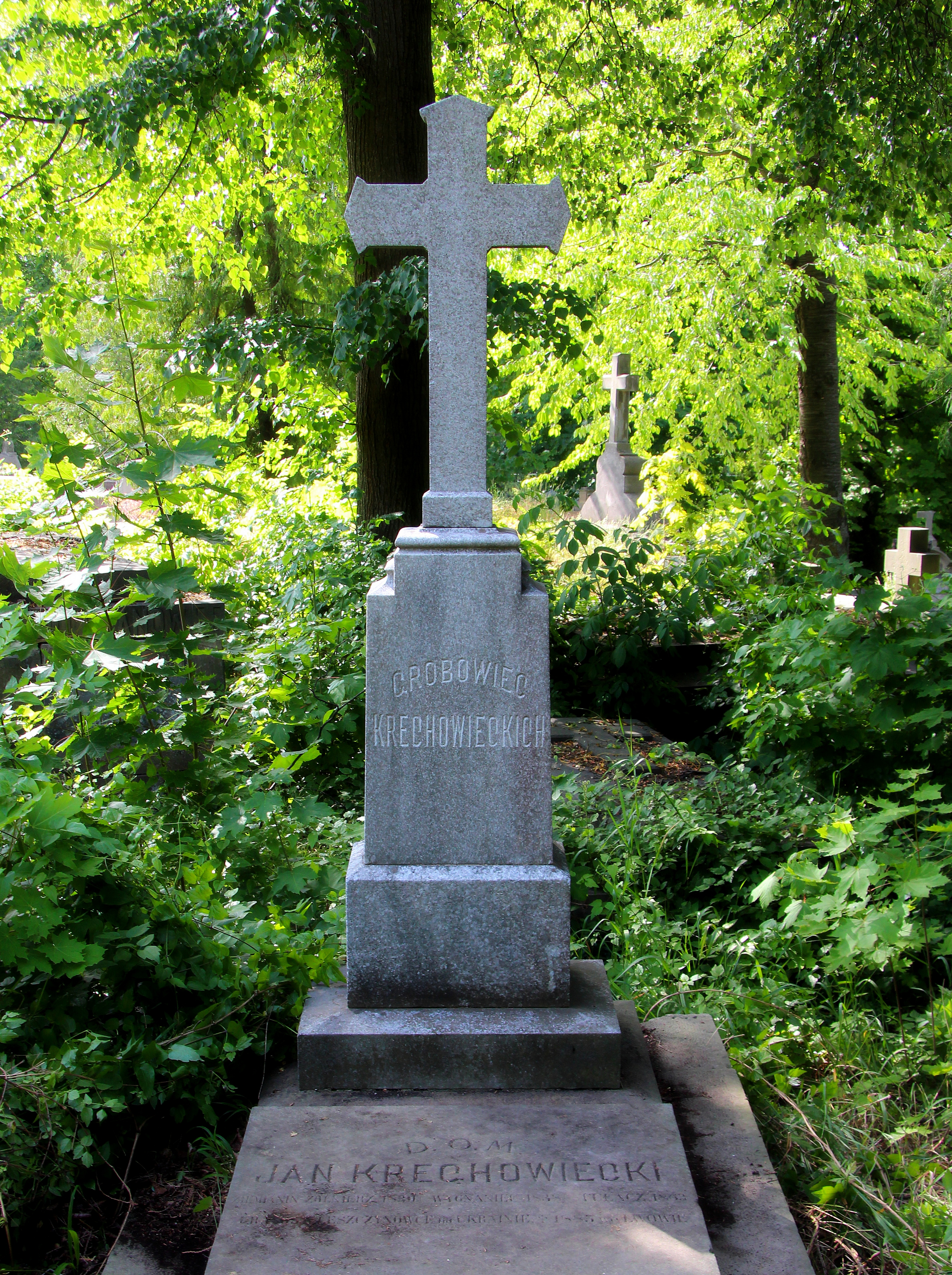

Ян Креховецький (15 січня 1805 — 3 лютого 1885, Львів) — польський історик, зем'янин, військовик, громадсько-політичний діяч, бібліофіл. Учасник повстання 1830-31 років.

## З життєпису
Батько — Франциск Ксаверій Креховецький, уманський підкоморій. Мати — дружина батька Марія з Велобицьких, дідичка маєтків у селах Ліщинівка, Ботвинівка, Циберманівка, Чайківка.
Народився у с. Ліщинівка. Випускник Уманської школи оо. Василіян, під час навчання у якій його товаришами були, зокрема, Богдан Залеський, Міхал Грабовський, Северин Ґощинський.
Учасник повстання 1830-31 років, зокрема, був поранений у битві під Дашевом 2 травня 1831. У 1838 році був арештований за підпільну діяльність, «сидів» у тюрмі Київської фортеці, потім висланий до Воронежа.
У 1843 році повернувся до «підросійської» України за сприяння М. Грабовського, отримав посаду архіваріуса князів Санґушків у місті Заславі на Волині. Через кілька років купив маєток у селі Легедзине — колишній маєток тестя, але сам з родиною проживав у Житомирі, де безуспішно намагався створити польську видавничу спілку. Був противником збройного повстання у 1863 році. Підозрювався російською владою в участі у ньому.
У 1865 році виїхав до Галичини, де осів у Львові, працював «скриптором» в Оссолінеумі до 1879. За цей час видав кілька праць.
Помер у Львові, похований у родинній гробниці на 68 полі Личаківського цвинтаря.

### Сім'я
Дружина — Северина Пшиґодська, діти:
- Кароль
- Антоні
- Адам — історик літератури, редактор урядового видання «Gazeta Lwowska», народився у селі Бережинці, державцем маєтку у якому був батько,[2] похований у родинному гробці на Личаківському цвинтарі[3]
- Станіслав
- Анна